# Nueva Zelanda en los Juegos Paralímpicos de Arnhem 1980
Nueva Zelanda estuvo representada en los Juegos Paralímpicos de Arnhem 1980 por un total de 17 deportistas, 12 hombres y cinco mujeres.

## Medallistas
El equipo paralímpico neozelandés obtuvo las siguientes medallas:
| Nombre          | Deporte       | Evento                                 |
| --------------- | ------------- | -------------------------------------- |
| Oro             |               |                                        |
| Patricia Hill   | Atletismo     | Eslalon 2 femenino                     |
| Eve Rimmer      | Atletismo     | Peso 3 femenino                        |
| Kaye Firth      | Atletismo     | Pentatlón B femenino                   |
| Graham Condon   | Atletismo     | Disco 2 masculino                      |
| Dennis Miller   | Atletismo     | Eslalon 1C masculino                   |
| Paul Chambers   | Natación      | 100 m braza 4 masculino                |
| Neroli Fairhall | Tiro con arco | Doble ronda FITA paraplejia femenino   |
| Plata           |               |                                        |
| Patricia Hill   | Atletismo     | 200 m 2 femenino                       |
| David Hynds     | Atletismo     | Disco 1C masculino                     |
| Graham Condon   | Atletismo     | Eslalon 2 masculino                    |
| John Eden       | Atletismo     | Salto de altura C masculino            |
| Equipo          | Dartchery     | Dobles clase abierta femenino          |
| Eve Rimmer      | Tiro con arco | Distancia avanzada paraplejia femenino |
| Bronce          |               |                                        |
| Patricia Hill   | Atletismo     | 400 m 2 femenino                       |
| Tewai Skipwith  | Atletismo     | Disco A femenino                       |
| Dennis Miller   | Atletismo     | 60 m 1C masculino                      |
| David Hynds     | Atletismo     | Peso 1C masculino                      |
| Equipo          | Natación      | 3 × 50 m estilos 2-4 masculino         |
| Dave Tarrant    | Tiro          | Pistola de aire 2-5 mixto              |